# Cachaça Floresta

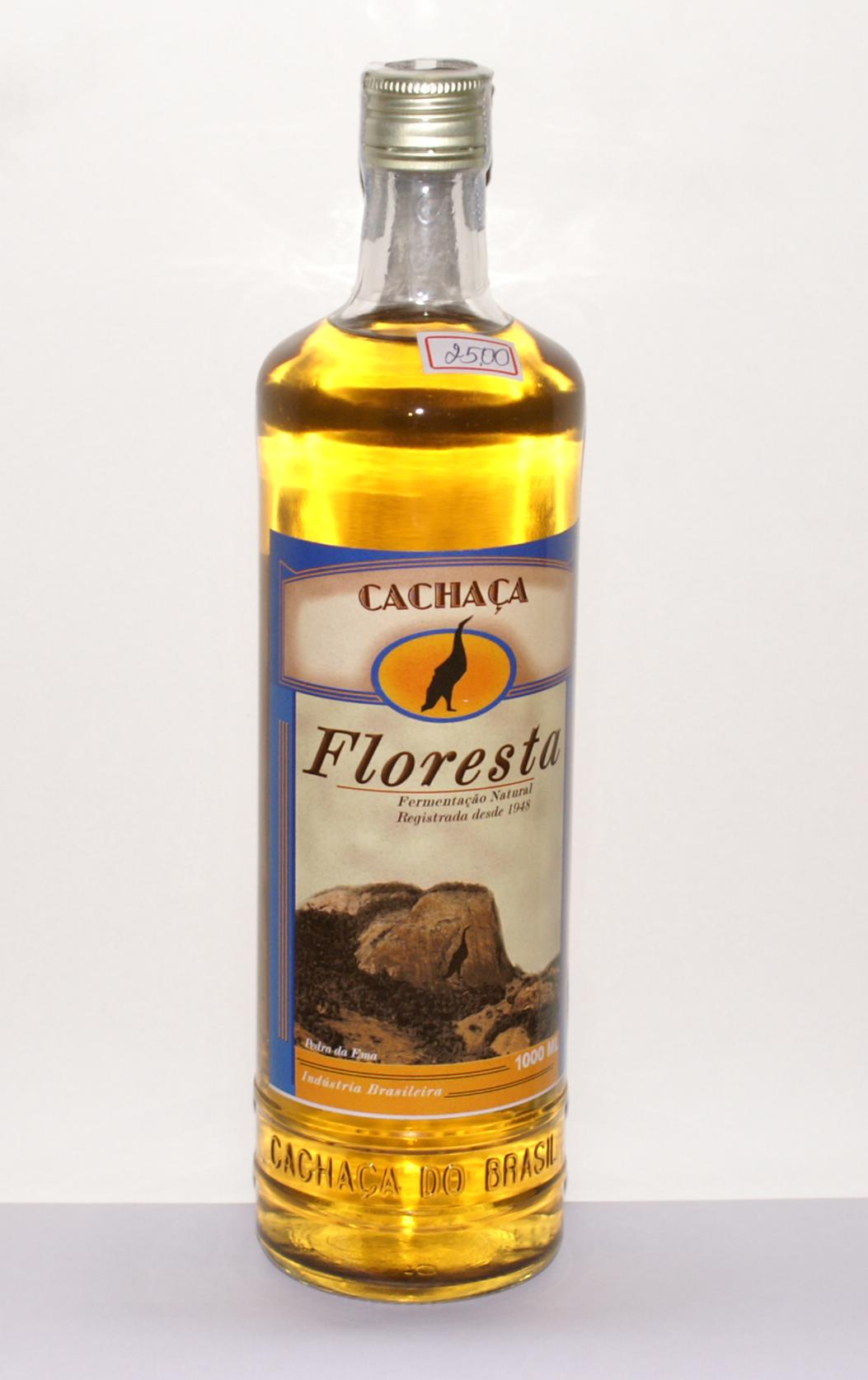
Cachaça av märket Floresta

Floresta eller Cachaça Floresta är en naturligt jäst cachaça tillverkad i staden Cachoeiro de Itapemirim  i delstaten Espirito Santo, Brasilien. Sockerrören krossas och den utvuna sockerlösningen flitreras för att sen via jäsning uppnå rätt alkoholhalt före destilleringen. Drycken håller 41 % alkohol och tillverkas av Gava Indústria e Comércio LTDA.